# Daphne du Maurier
Daphne du Maurier (n. 13 mai 1907, Londra, Regatul Unit al Marii Britanii și Irlandei – d. 19 aprilie 1989, Par, Cornwall⁠(d), Anglia, Regatul Unit) a fost o scriitoare britanică, nepoata lui George du Maurier și fiică a actorului-regizor Sir Gerald Du Maurier (1873-1934).
Multe dintre operele sale au fost adaptate în filme, inclusiv romanele Rebecca (adaptarea cinematografică a câștigat Premiul Oscar în 1941), Hanul Jamaica și povestirile „Păsările” (ecranizată în 1963) și „Nu privi acum”. A mai scris Verișoara mea Rachell, Generalul Regelui și Golful Francezului. Primele trei adaptări au fost regizate de către Alfred Hitchcock, iar ultima de Nicolas Roeg. Un roman gotic, plin de intrigi, care amintește de opere celebre cum ar fi Jane Eyre de Charlotte Brontë și La răscruce de vânturi de Emily Brontë. Bunicul ei a fost scriitorul George Du Maurier, iar tatăl ei actorul Gerald Du Maurier. Sora ei mai mare, Angela, a devenit și ea la rândul ei scriitoare, iar sora mai mică, Jeanne, a fost pictoriță.
Romanul N-aș mai vrea să fiu tânăr descrie într-un mod realist viața tumultuoasă a unui tânăr, cartea diferențiindu-se de celelalte prin lipsa fantasticului, a intrigilor complicate și a suspansului acut, reprezentând mai mult o poveste de dragoste și o dramă a tânărului care ia viața în piept, cuprins de pofta pentru iubirea perfectă și pasională, dezamăgit însă de realitate.